# Leo Nucci
Leo Nucci  (Castiglione dei Pepoli, Bolonia, 16 de abril de 1942) es un barítono italiano.

## Vida y carrera
Leonardo Nucci comenzó sus estudios de canto con Mario Bigazzi y prosiguió con Giuseppe Marchesi en Bolonia durante los años 1959-68. Siendo todavía alumno de  de Marchesi ganó el concurso de canto de Spoleto en 1967. Debutó entonces en escena, como Fígaro en El barbero de Sevilla de Rossini. Sin embargo, no empezó como solista sino que formó parte del coro de La Scala de Milán. Siguió estudiando con el maestro Ottoviano Bizzani en Milán. Ganó en 1973 otro concurso, el Concours de Vercelli, y volvió a debutar como solista, interpretando el rol titular de Rigoletto de Verdi. 
En 1976 debutó en La Scala con gran éxito, de nuevo en el papel de Fígaro. En los años siguientes debutó en los principales teatros de ópera del mundo, incluyendo Royal Opera House, Covent Garden en Londres donde acudió en 1978, en la ópera Luisa Miller de Verdi; la Ópera estatal de Viena, el Metropolitan Opera de Nueva York, donde debutó en 1980 con el papel de Renato en Un baile de máscaras.
El 6 de junio de 2003 Leo Nucci cantó en el tercer Concierto conmemorativo Herbert von Karajan bajo la dirección musical del director James Allen Gähres en el Teatro Ulm, cantando dúos y arias de óperas italianas con los cantantes Stella Grigorian y Vera Schoenberg.
Ha colaborado con prácticamente todos los directores de orquesta destacados.

## Voz y repertorio
Su voz es un firme instrumento capaz de una destacada proyección dramática. Es fuerte, de timbre oscuro, y gran expresión, lo que ha determinado que sobre todo destaque en los grandes papeles de Verdi para barítono. El efecto de sus interpretaciones sobre el escenario se ven reforzados por su inmensa presencia escénica y credibilidad interpretativa. 
Su repertorio alcanza más de 45 papeles, incluyendo la mayor parte de los roles de barítono de Donizetti y Verdi. Sus papeles más destacados son el de Rigoletto, Fígaro en El barbero de Sevilla, Doctor Malatesta en Don Pasquale de Donizetti, el conde de Luna en Il Trovatore de Verdi, Iago en Otello de Verdi. También ha interpretado óperas de Bellini y de compositores veristas.
En enero de 2016 apareció como Rigoletto en Rigoletto en La Scala de Milán con Nadine Sierra como Gilda.

## Trivia
Está casado con la soprano Adriana Anelli, y tiene una hija llamada Cinzia.
El 23 de junio de 2009 fue la primera persona en hacer un bis en el Teatro Real de Madrid desde su reinauguración en 1997, pues en el antiguo Teatro cerrado en 1926 ya lo había hecho Miguel Fleta.

## Premios y distinciones
Leo Nucci ha recibido, a lo largo de su carrera, gran número de condecoraciones y premios. 
Los más importantes son: 
- En 1992: Grande Ufficiale della Repubblica italiana.
- En 1996: Cantante de cámara ("Kammersänger" ) de la Ópera Estatal de Viena.
- En 2000: Embajador de Buena voluntad de la UNICEF para Italia.
- En 2002: Chevallier de l'Ordre de las Artes y las Letras, por el Ministerio de cultura de la República Francesa.
- En 2004: Miembro honorario de la Ópera Estatal Vienesa, recibiendo el anillo de honor.
- En 2004: 24.º Premio Caruso.

## Discografía (seleccionada)

### Recitales
- Leo Nucci-Verdi Arias (1983)
- Leo Nucci-Belcanto Arias (1988)
- Leo Nucci-Parlami d'amore (1990)
- Leo Nucci-Ópera Arias (1997)
- Leo Nucci-Parlami d'amore (1999)

### Óperas
- Grabaciones destacadas por la Guía Penguin, en las que ha participado Leo Nucci, son:
  - Rossini: Il viaggio a Reims, con Ricciarelli, Valentini-Terrani, Cuberli, Gasdia, Araiza, Giménez, Raimondi, Dara, Coro Filarmónico de Praga, Orquesta de Cámara de Europa, dirigidos por Claudio Abbado, DG.
  - Verdi: La Traviata, con Gheorghiu, Lopardo, Coro y Orquesta de Royal Opera House, Covent Garden, dirigidos por Georg Solti, London.

- Grabaciones de sus roles destacados:
  - Donizetti: Doctor Malatesta en Don Pasquale, grabación dirigida por Riccardo Muti, con S. Bruscantini, M. Freni, G. Winbergh, Coro Ambrosian Opera, Orquesta Philharmonia (EMI, 1983).
  - Rossini: Fígaro en El barbero de Sevilla, lo ha grabado dos veces, destacando la dirigida por Giuseppe Patanè, con William  Matteuzzi, Cecilia Bartoli, Paata Burchuladze, E. Fissore, Orquesta y coro del Teatro Comunales di Bologna (Decca, 1989).
  - Verdi: Rigoletto, grabación dirigida por Riccardo Chailly, con Luciano Pavarotti, June Anderson, Nicolai Ghiaurov, Shirley Verrett, Vitalba Mosca, Natale de Carolis, Roberto Scaltriti, Piero de Palma, Carlo de Bortoli, Anna Caterina Antonacci, Marilena Laurenza, Orazio Mori, Coro y Orquesta del Teatro Comunale de Bolonia (London/Decca, 1989).
  - Verdi: el conde de Luna en Il Trovatore, con dirección de R. Muti, con Savatore Licitra, Barbara Frittoli, Violeta Urmana, Giorgio Giuseppini, Ernesto Gavazzi, Tiziana Tramonti, Francesco Biasi y Ernesto Panariello, Coro y orquesta del Teatro alla Scala (Sony Classical, 2002).
  - Verdi: Iago en Otello, dirigido por Sir Georg Solti, con Luciano Pavarotti, Dame Kiri Te Kanawa, Anthony Rolfe Johnson, Dimitri Kavrakos, Alan Opie, Elzbieta Ardam, John Keyes, Richard Cohn, Coro y Orquesta Sinfónicos de Chicago (London/Decca, 1991).

- Otras grabaciones:
  - Donizetti: Belcore en L'elisir d'amore, grabado en tres ocasiones: una con dirección de James Levine, con Kathleen Battle, Luciano Pavarotti, E. Dara, Orquesta y Coro del Metropolitan de Nueva York (DG, 1989); otra dirigida por Claudio Scimone, con Katia Ricciarelli, José Carreras, Domenico Trimarchi, Orquesta y Coro de la RAI de Turín (Philips, 1984; y una más con la dirección de Alfred Eschwé, acompañado por Rolando Villazón, Anna Netrebko, Ildebrando d'Arcangelo y la Orchester der Wiener Staatsoper (Virgin Classics, 2005-2006).
  - Umberto Giordano: Gérard en Andrea Chénier, con dirección de R. Chailly, con Luciano Pavarotti, Montserrat Caballé, Katherine Kuhlmann, Christa Ludwig, Tom Krause, Coro de la Welsh Nacional Opera, National Philharmonic Orchestra (Decca, 1984).
  - Verdi: Macbeth, rol titular en la grabación dirigida por R. Chailly, con S. Verrett, V. Lucchetti, Samuel Ramey, Orquesta del Teatro comunales de Bolonia (Decca, 1986).
  - Verdi: Rodrigo en Don Carlo, en la grabación dirigida por C. Abbado, con Plácido Domingo, Katia Ricciarelli, Ruggiero Raimondi, L. Valentini-Terrani, N. Ghiaurov, Orquesta y coro del Teatro La Scala de Milán, versión en francés en cinco actos (DG, 1984).
  - Verdi: Carlos en Ernani, en la grabación dirigida por Richard Bonynge, con Luciano Pavarotti, Dame Joan Sutherland, Paata Burchuladze, Linda McLeod, Richard Morton y Alastair Miles, con el Coro y Orquesta de la Welsh National Opera (London/Decca, 1998).

- Grabaciones audiovisuales:
  - Macbeth (1987), película franco-belga, dirigida por Claude d'Anna, con Shirley Verrett, Samuel Ramey, Johan Leysen, Veriano Luchetti y Philippe Volter.
  - Il Barbiere di Siviglia (1989), producción estadounidense para televisión, dirigida por Brian Large, con Rockwell Blake, Enzo Dara y Kathleen Battle.
  - Rigoletto (2001), producción italiana para televisión, dirigida por Pierre Cavassilas, con Aquiles Machado e Inva Mula.